# فوساخ
فوساخ (به آلمانی: Fußach) یک منطقهٔ مسکونی در اتریش است که در ناحیه برگنتس واقع شده‌است. فوساخ ۱۱٫۵ کیلومتر مربع مساحت دارد ۳۹۸ متر بالاتر از سطح دریا واقع شده‌است.